# Coupe Simonne Mathieu

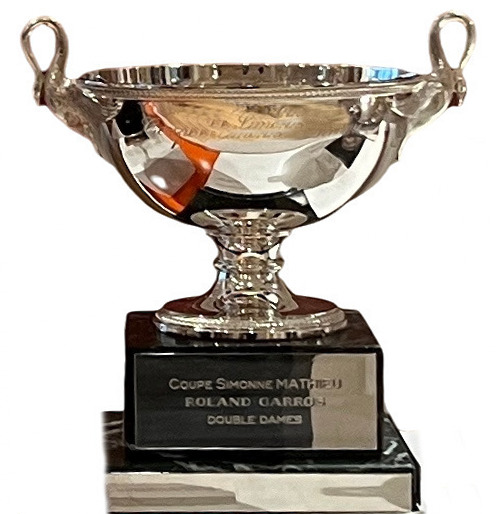
Coupe Simonne Mathieu

Der Coupe Simonne Mathieu (Simonne Mathieu-Pokal) wird an die Sieger des Damen-Doppels beim Tennisturnier French Open in Roland Garros verliehen.
Simonne Mathieu (1908–1980) war eine der erfolgreichsten französischen Tennisspielerinnen aller Zeiten. Sie hielt sich elf Jahre in Folge in den Top Ten der Tennisweltrangliste. Mathieu gewann 13 Grand-Slam-Titel, davon je zweimal den Einzel- und Mixedwettbewerb bei den French Open (nachdem sie im Einzel zuvor sechsmal im Finale gescheitert war). Am erfolgreichsten war sie jedoch im Doppel. Allein bei den French Open war sie sechs Mal siegreich, dazu kamen drei Doppeltitel in Wimbledon. Ein besonderer Erfolg gelang ihr dabei 1938, als sie alle drei Titel der French Open erringen konnte, im Mixed, im Einzel und im Doppel.
Diese 1989 geschaffene Trophäe ist mit Applikationen gestaltet und ihre Basis ist ein Sockel aus schwarzem Marmor. Der Pokal bleibt im Eigentum der Fédération Française de Tennis. Im Sockel sind die Siegerinnen eingraviert. Die Siegerinnen erhalten ein halb so großes Duplikat. Die Trophäe ist außerhalb des Turniers im Tenniseum von Roland Garros ausgestellt.
Der französischen Juwelier Mellerio dits Meller, einem Pariser Schmuckhaus, das 1613 gegründet wurde und bis heute in der Rue de la Paix aktiv ist, fertigte die Trophäe an. Sie reiht sich in die übrigen Trophäen ein, wie den Coupe des Mousquetaires, den der Sieger im Herreneinzel erhält, den Coupe Suzanne Lenglen für die Siegerin im Dameneinzel und den Coupe Jacques Brugnon für die Sieger des Herren-Doppels. Es ist das älteste Familienunternehmen Europas. Die Pokale sind alle aus massivem Silber.